# Nikola Koka Janković
Nikola Koka Janković (en serbe cyrillique : Никола Кока Јанковић), né le 13 décembre 1926 à Kragujevac et mort le 25 avril 2017 à Belgrade, est un sculpteur et académicien serbe.

## Biographie
Nikola Janković effectue ses études primaires et secondaires dans sa ville natale de Kragujevac et, en 1946, il réussit le concours d'entrée de l'Académie des Beaux-Arts de Belgrade et il étudie d'abord sous la direction du sculpteur Lojze Dolinar puis, à partir de 1950, il suit les cours de Sreten Stojanović. En 1951, Janković devient membre de l'Association des artistes de Serbie (en serbe : Удружење ликовних уметника Србије et Udruženje likovnih umetnika Srbije ; en abrégé : ULUS) et crée le groupe des Indépendants (Самостални/Samostalni). Il termine ses études en 1952.
En 1955, Nikola Janković devient professeur dans l'enseignement secondaire et, en 1958, il est élu professeur assistant à l'Académie des beaux-arts de Belgrade. Il participe à la création du Groupe de Belgrade ; en 1961, il devient membre de la société d'artistes Lada et, en 1966, il reçoit le prix de la colonie d'artistes d'Ečka. En 1970, il est élu professeur associé de l'Académie des Beaux-Arts et siège au Conseil de cette Académie ; dans ce cadre, il commence à participer activement à toutes les institutions professionnelles et universitaires en liaison avec son activité académique. 
Parallèlement à sa carrière universitaire, Janković poursuit son travail de création artistique. En 1970, il réalise une sculpture placée devant l'usine automobile Zastava de Kragujevac. En 1971, il est l'auteur d'un relief placé sur le monument des Partisans du mont Kosmaj, un monument sculpté par Vojin Stojić, et, en 1973, il remporte le concours pour la réalisation d'un buste de Milentije Popović destiné à l'Assemblée nationale fédérale à Belgrade. En 1975, il est l'auteur d'un buste d'Aleksa Šantić à Mostar et il réalise des reliefs pour les portes du musée mémorial du 21 octobre à Kragujevac. 
En 1978, Nikola Janković est élu professeur titulaire à la faculté des beaux-arts de l'université des arts de Belgrade. Mais, parallèlement à ses tâches de professeur, il continue à sculpter. En 1979, il réalise un monument en l'honneur de Nikola Tesla à Kruševac et, en 1981, il remporte le premier prix dans le concours pour la réalisation d'un buste de Dragojlo Dudić destiné à l'Assemblée de la république de Serbie, ou encore, en 1982, le premier prix pour la réalisation du Monument des patriotes sur la place de Terazije à Belgrade. Il crée encore des œuvres pour sa ville natale de Kragujevac, comme le portrait du prince Miloš Obrenović pour la salle des Grands hommes du Premier lycée ou, en 1985, la statue de Joakim Vujić placée devant le Théâtre national de la ville. En 1986, il réalise un buste de Dositej Obradović pour l'université de Novi Sad et, en 1991, le monument du voïvode Radomir Putnik à Kragujevac.
Sur le plan académique, Nikola Janković est élu président de l'association des artistes serbes Lada en 1986 ; en 1997, il devient membre extérieur de l'Académie serbe des sciences et des arts et, en  2001, il est élu membre du conseil d'administration de la faculté des beaux-arts de Belgrade. Depuis 2006, Janković est membre de plein droit de l'Académie serbe des sciences et des arts.

## Divers
En plus de ses sculptures, Nikola Janković a réalisé de nombreux dessins. Il a également réalisé la Statuette de Joakim Vujić, récompense décernée par le Knjaževsko-srpski teatar de Kragujevac et réplique en miniature de la statue placée devant le théâtre.